# Нуази-сюр-Уаз
Нуази-сюр-Уаз (фр. Noisy-sur-Oise) — муниципалитет во Франции, в регионе Иль-де-Франс, департамент Валь-д'Уаз. Население — 667 человек (1999). Муниципалитет расположен на расстоянии около 32 км севернее Парижа, 23 км северо-восточнее Сержи.

## Демография
Динамика населения (Cassini и INSEE):